# Hámori Ildikó
Hámori Ildikó (Budapest, 1947. január 26. –) Kossuth- és Jászai Mari-díjas magyar színművésznő, érdemes és kiváló művész, a Halhatatlanok Társulatának örökös tagja. Az Ivánka Csaba Alapítvány kuratóriumának képviselője.

## Életpályája
Már kislánykorában is színésznő szeretett volna lenni, de számára a család az első. Egy iskolai válogatás következtében 13 évesen már tévéfilmben játszott, így ezután, 1960-tól a Magyar Televízió gyermekszereplője lett. 1964-ben érettségizett a Budapesti Fazekas Mihály Gyakorló Általános Iskola és Gimnáziumban. Ez után egy évig lakberendezőként dolgozott.
Mielőtt felvették a főiskolára, 1966–67-ben tagja volt, az akkor alakuló, híressé vált, Bodnár Sándor vezette Nemzeti Színház stúdiójának. Ekkor lépett először a Nemzeti színpadára, amikor Az ember tragédiája Major Tamás rendezte előadásával megnyílt Nemzeti Színházként a Hevesi Sándor téri épület.
1971-ben végzett a Színház- és Filmművészeti Főiskolán Békés András és Gáti József osztályában. 1971–1980 között a Thália Színházhoz szerződött, ahol főiskolai gyakorlatát is végezte. 1980–1983 között a Népszínházban lépett fel. 1983-tól a Nemzeti Színház, majd 2000-től, az átnevezés után a Pesti Magyar Színház társulatának művésznője 2022-ig.
Játszott továbbá a Szegedi Szabadtéri Játékokon is. Tagja az Éjszakai Színháznak. 2000-től az Ivánka Csaba Alapítvány kuratóriumának tagja és képviselője.
Színházi szerepei mellett számos játék-, és tévéfilmben látható, illetve szinkronszínészként hallható is.
Férje Szinetár Miklós Kossuth-díjas rendező, a Magyar Állami Operaház volt igazgatója, akivel 1973-ban kötött házasságot. Lánya Szinetár Dóra Jászai Mari-díjas színésznő, énekesnő, az Operettszínház tagja.

## Színházi szerepei
- Ortutay–Kazimir: Kalevala...
- Csurka István: Ki lesz a bálanya?... A lány
- Frisch: Játék az életrajzzal...
- Szép Ernő: Vőlegény... Duci
- Ránki György: Egy szerelem három éjszakája... Csilla; Melitta
- Shaffer: Ki után megy a nő?... Doreen
- Sullivan: Házasságszédelgő... Nyoszolyólány
- John Milton: Elveszett paradicsom... Bűn
- Bertolt Brecht: Koldusopera... Polly Peacock
- Weöres Sándor: Holdbéli csónakos... Pávaszem
- Molière: Scapin furfangjai... Zerbinette
- Molière: Amphitryon... Az Éj
- Kazimir–Jánosy: Ramajana... Máricsa
- Kazimir–Kristóf: Bartókiána...
- Csurka István: Szék, ágy, szauna... Éva
- Brecht: Rettegés és ínség a harmadik birodalomban...
- Hubay Miklós: Tüzet viszek... Éva
- Fekete Sándor: Akar-e ön író lenni? Avagy tanuljunk könnyen, gyorsan érvényesülni... Fiatal írónő
- Kazimir–Weöres: Karagőz... Pánci-Mánci
- Hubay Miklós: Isten füle... Laura
- Denis Diderot: Fecsegő ékszerek... Fatme
- Lengyel József: Levelek Arisztofanészhoz... Feleség
- Galsai Pongrác: Egy hipochonder emlékiratai... A szerző felesége
- László–Bencsik Sándor: Történelem alulnézetben... TMK-s
- Rákos–Kazimir: Agyagtáblák üzenete... Ereskigal
- Solohov: Emberi sors... Darja
- László–Bencsik Sándor: Anyaföld... Márta
- Hernádi Gyula: Szép magyar tragédia... Mária
- Garai Gábor: Orfeusz átváltozásai... Első asszony
- H. Barta Lajos: Nemzetközi gyors... Orosz asszony
- Czakó Gábor: Gang... Zsuzsu
- Gobby Fehér Gyula: A budaiak szabadsága... Mártonné
- Graham Greene: Komédiások... Martha Pineda
- Szophoklész: Antigoné... Antigoné
- Romhányi József: Eszterházi rögtönzés...
- Domenico Cimarosa: Il maestro di capella...
- Priestley: Veszélyes forduló... Freda
- Katajev: Bolond vasárnap... Heléna Dundina
- Scribe: Egy pohár víz... A királynő
- Balogh–Kerényi: Csíksomlyói passió... Mária
- Eduardo De Filippo: Ezek a kísértetek!... Armida
- Cormon–D’Ennery: A két árva... Marianne
- Illyés Gyula: Tiszták... Corba
- Whiting: Az ördögök... Angyali Johanna nővér
- Babits Mihály: Laodomeia... Laodomeia
- Szophoklész: Magyar Electra... Clytemnestra királyné asszony
- Kaló Flórián: Négyen éjfélkor... Olga
- Páskándi Géza: A szélmalom lakói... Piroska
- Molière: Tartuffe... Dorine
- Euripidész: Trójai nők... Trójai nő
- Shakespeare: V. Henrik... Sürge Nelli; Alice
- Eliot: Koktél hatkor... Lavinia Chamberlayne
- Schönberg: A nyomorultak... Mme. Thénardier[m 1]
- Arthur Miller: Játék az időért... Fania Fénelon
- Galgóczi–Böhm: Vidravas... Emma asszony
- Barta Lajos: Szerelem... Nelly
- Kocsák Tibor: Légy jó mindhalálig... Doroghyné
- Bereményi Géza: Légköbméter... Siposné
- Határ Győző: Elefántcsorda... Lola
- Hubay Miklós: Ők tudják, mi a szerelem... Charlotte
- Szép Ernő: Kávécsarnok... Fanny
- Waterhouse–Hall: Hazudós Billy... Alice
- Sarkadi Imre: Oszlopos Simeon avagy Lássuk, uramisten, mire megyünk ketten... Vinczéné
- Móricz Zsigmond: Úri muri... Rhédey Eszter
- Calderón de la Barca: Az állhatatos herceg...
- Lengyel–Meehan–Graham: Lenni vagy nem lenni... Maria Tura
- Levay: Elisabeth... Zsófia főhercegnő
- Jókai Mór: A kőszívű ember fiai... Baradlayné
- Szabó Magda: Régimódi történet... Rickl Mária
- Márai Sándor: Kaland
- Misima: Sade márkiné... Simiane báróné
- Tusvik: Kétágyas szoba... Maggi
- Harwood: Az öltöztető... A művésznő
- Racine: Phaedra... Phaedra
- Nyikolaj Vasziljevics Gogol: Az orr... Pelageja Grigorjevna; Pottocsina törzstisztné
- Vaszary Gábor: Bubus... Jolán
- Shakespeare: A windsori víg nők... Page-né
- Thuróczy Katalin: Kerített város... Orsolya
- Fassbinder: Petra von Kant keserű könnyei... Valerie von Kant
- Somerset Maugham: Szerelmi körutazás... Lady Catherine (Kitty) Champion-Cheney
- Wilder: Szent Lajos király hídja... Apácafőnökasszony
- Edward Albee: Kényes egyensúly... Edna
- Gogol: Háztűznéző... Fjokla Ivanovna
- Molnár Ferenc: Liliom... Hollunderné
- Márai Sándor: Fizess nevetve!...
- Fellini–Flaiano–Pinelli: Cabiria éjszakái... Öreg kurva
- Maros András: Gyanús mozgások... Teri
- Federico García Lorca, Veress Miklós, Gajdos Zsuzsa, Novák Eszter: Vérnász...anya

## Filmjei

### Játékfilmek
- Timur és csapata (1960)
- Hello, Vera (1969)
- Hatholdas rózsakert (1973)
- Kojak Budapesten (1980)
- Laurin (1989)
- X – A rendszerből törölve (2018)
- Az unoka (2022)
- Ma este gyilkolunk (2024)

### Tévéfilmek
- Princ, a katona 1-13. (1966–1967)
- Rózsa Sándor 1-12. (1971)
- A vasrács (1971)
- Férjek iskolája (1972)
- Sganarelle, avagy a képzelt szarvak (1972)
- Dunakanyar (1974)
- Elektra (1974)[8]
- Sári bíró (1974)
- Felelet 1-8. (1975)
- Boldogság (1977)
- Ivan Vasziljevics (1977)
- Lear király (1978)
- Teréz (1978)
- Mire megvénülünk 1-6. (1978)
- Cseresznyéskert (1979)
- Ingyenélők (1979)
- Régi muzsika kertje (1980)
- Lóden-show (1980)
- Zokogó majom 1-5. (1980)
- A legnagyobb sűrűség közepe (1980)
- Rettegés és ínség a harmadik birodalomban (1980)
- Az út vége (1982)
- A canterville-i kísértet (1982)
- Liszt Ferenc (1982)
- A béke szigete (1983)
- Johann Sebastian Bach (1984)
- A falu jegyzője 1–4. (1985)
- Linda (1986)
- Nyolc évszak 1-8. (1987)
- A canterville-i kísértet (1987)
- A védelemé a szó (1988)
- Miniszter (1988)
- A trónörökös (1989)
- Én és a kisöcsém (1989)
- Szomszédok (1991)
- Hölgyek és urak (1992)
- Szerencsi, fel! (1997)
- Kávéház (2001)
- Pirkadat (2008)
- Bubus (2010)
- Pilátus (2020)
- BigBakShow (2025)

## Szinkronszerepek
- Csengetett, Mylord? – Ivy Teasdale (színésznő: Su Pollard)
- Mélyen az erdőben – Sophie (színésznő: Clotilde Courau)
- A buszon (1. szinkron) – Olive[9]
- 101 kiskutya 2. – Paca és Agyar – Szörnyella De Frász (színésznő: Susanne Blakeslee)
- A tél vége – Sarah Witting (színésznő: Glenn Close)
- Válás francia módra – Olivia (színésznő: Glenn Close)
- A szerencse forgandó – Sunny von Bülow/Narrátor (színésznő: Glenn Close)
- A mandzsúriai jelölt – Eleanor Shaw (színésznő: Meryl Streep)
- Az emberrablás – Eileen Hayes (színésznő: Helen Mirren)
- A királynő – II. Erzsébet brit királynő (színésznő: Helen Mirren)
- Ollókezű Edward – Peg (színésznő: Dianne Wiest)
- Jól áll neki a halál – Lisle von Rhoman (színésznő: Isabella Rossellini)
- Ébredések – Eleanor Costello (színésznő: Julie Kavner)
- Reszkessetek, betörők! – Leslie McCallister nagynéni (színésznő: Terrie Snell)
- Reszkessetek, betörők! 2. – Elveszve New Yorkban – Leslie McCallister nagynéni (színésznő: Terrie Snell)
- Karino – Grażyna Barska, állatorvos (színésznő: Claudia Rieschel)
- Az öreg hölgy és a testőr – Tess Carlisle (színésznő: Shirley MacLaine)
- Titanic – Ruth DeWitt Bukater (színésznő: Frances Fisher)
- Beépített szépség – Kathy Morningside (színésznő: Candice Bergen)
- Neveletlen hercegnő – Clarisse Renaldi királynő (színésznő: Julie Andrews)
- Neveletlen hercegnő 2. – Eljegyzés a kastélyban – Clarisse Renaldi királynő (színésznő: Julie Andrews)
- Bridgerton család- Lady Whistledown hangja
- Vándorsólyom kisasszony különleges gyermekei- Gulipán Kisasszony

## Díjai, elismerései
- Jászai Mari-díj (1980)
- Érdemes művész (1985)
- A Magyar Köztársasági Érdemrend kiskeresztje (1997)
- Kiváló művész (2001)
- Örökös tag a Halhatatlanok Társulatában (2006)
- A Magyar Köztársasági Érdemrend tisztikeresztje (2010)
- Főnix díj (2010, 2018)[10]
- Kossuth-díj (2014)
- Kállai Ferenc-életműdíj (2015)[11]
- MIFF Awards – Legjobb női főszereplő (2019)
- Portói Femme International Filmfestival – Legjobb női főszereplő (2020) [12]
- Magyar Mozgókép Díj – legjobb női főszereplő (2021) – Pilátus[13]
- Arany Medál Életműdíj (2021)[14]